# Havøysund
Havøysund es una localidad de Noruega, capital del municipio de Måsøy, provincia de Finnmark. En el año 2007 tenía una población de 1,138 habitantes. Está unida a Havøya por un puente la cual es también una parada entre las localidades de Hammerfest y Honningsvåg.
- Datos: Q1456622
- Multimedia: Havøysund / Q1456622